# Aleksandr Surin
Аleksandr Vladimirovitx Surin(en rus, Aлекса́ндр Влади́мирович Сурин (Moscou, 10 de desembre de 1939 - 13 de novembre de 2015) és un director de cinema, guionista i actor rus i soviètic, Artista Honorat de la Federació Russa (2000).

## Biografia
Fill del director de Mosfilm Vladimir Surin. El 1965 es va graduar al departament de direcció de la Universitat Panrussa Gueràssimov de Cinematografia, al taller d’Efim Dzigan i Boris Ivanov. Va treballar a l'estudi de cinema Mosfilm des de 1966.
Va debutar amb el curtmetratge Odni. Va fer les pel·lícules Ballada o komissare amb Iuri Nazarov i Galina Polskikh en els papers principals, Vozvraixtxenie s orbiti amb Juozas Budraitis i Iuri Solomin, Territorii amb Donatas Banionis, Saixka amb Andrei Taixkov.
Va ser el segon marit de l'actriu Galina Polskikh. El matrimoni va durar un any. D’aquest matrimoni, va néixer una filla, Maria (1968).
Com a actor, va interpretar el paper del conductor Stepan a les pel·lícules d'Andrei Mikhalkov-Kontxalovski The Story of Asya Klyachina i Kurotxka Riaba.
En els darrers anys, ha treballat en col·laboració amb la seva dona, la guionista Alla Krinitsina: Mi veseli, stxastlivi, talantlivi! (1986), Podjigateli (1988), 1000 dollarov v odnu storonu (1991), Tsveti ot pobeditelei (1999), Vnimanie! Govorit Moskva (2005).
Alexander Surin va morir el 13 de novembre de 2015 a Moscou als 75 anys. Va ser enterrat al Cementiri de Troekurovskoe (lloc 25).

## Filmografia

### Director
- 1966 — Odni
- 1967 — Ballada o komissare
- 1969 — Doroga domoi
- 1971 — Antratsit
- 1973 — Dva dnia trevogi
- 1975 — Strakh visoti
- 1978 — Тerritorii
- 1981 — Saixka
- 1983 — Vozvraixtxenie s orbiti
- 1986 — Mi veseli, stxastlivi, talantlivi!
- 1988 — Podjigateli
- 1991 — 1000 dollarov v odnu storonu
- 1992 — Oskolok "Txellendjera"
- 1998 — Tsveti ot pobeditelei
- 2005 — Vnimanie! Govorit Moskva!
- 2008 — Vzroslaia jizn' devtxonki Polini Subbotinoi

### Actor
- 1965 —remya, vperyod!
- 1966 —The Story of Asya Klyachina
- 1994 —Kurotxka Riaba